# مجیکال
مجیکال (انگلیسی: Magical) شرکت بازی ویدئویی ژاپنی است، که در سال ۱۹۸۵ تأسیس شد.